# Burggrafschaft Rheineck

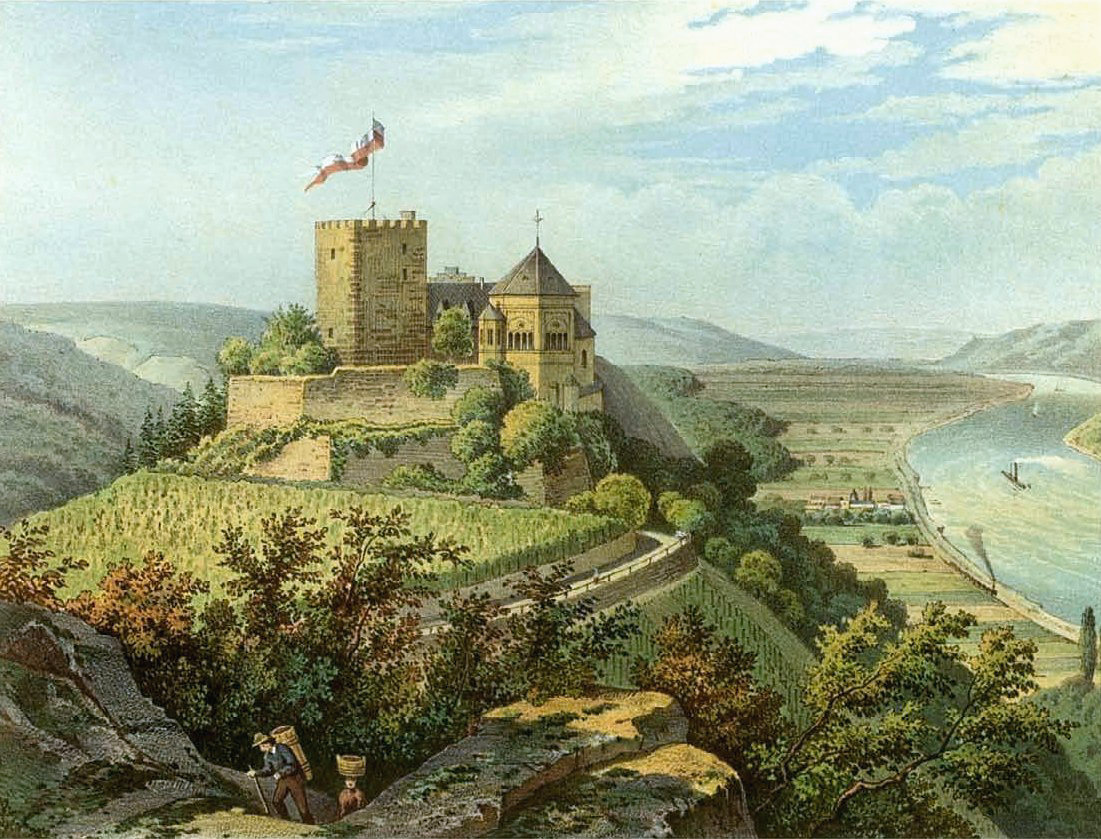
Burg Rheineck um 1860

Die Burggrafschaft Rheineck war ein Territorium des Heiligen Römischen Reichs. 1794 umfasste die Grafschaft 165 Hektar und hatte etwa 100 Einwohner. Es sollte nicht mit verwechselt werden mit Grafschaft Rieneck.

## Geschichte
Burg Rheineck ist eine Höhenburg am Rhein (heute zu Bad Breisig), die im 11. Jahrhundert von den Pfalzgrafen bei Rhein erbaut worden war. Im 12. Jahrhundert nennt sich Graf Otto von Salm erstmals Graf von Rheineck. Nach einer jahrelangen Fehde gegen die Grafen von Stahleck, bei der es u. a. um die Pfalzgrafenwürde ging, starben die „Rheinecker“ Salm 1150 mit Otto I. im Mannesstamm aus. Die Burg wurde 1151 auf Befehl Kaiser Barbarossas zerstört.
Bald darauf wurde die strategisch günstig gelegene Burg vom Erzstift Köln neu errichtet. Mit der Burg wurde um 1180 vermutlich das Rittergeschlecht von Ulmen belehnt, das daraufhin bald den Namen von Rheineck annahm. Mit dem Aussterben der Familie von Rheineck 1539 kam die Burggrafschaft (ab 1576) an die Freiherren von Warsberg, die sie 1654 an die österreichischen Grafen von Sinzendorf verkauften.
Die Burggrafen von Rheineck hatten Sitz und Stimme im westfälischen Reichsgrafenkollegium des Reichsfürstenrats des Reichstags und gehörten zum kurrheinischen Reichskreis. Da sie die volle Landeshoheit nur im kleinen Bereich des eigentlichen Burgfriedens hatten, waren sie als Vasallen des Kurfürsten von Köln auch zum Erscheinen auf dessen Landtagen verpflichtet.
1785 wurde Burg Rheineck bei einem Brand weitgehend unbewohnbar.

## Ende in derFranzosenzeit
Während des Ersten Koalitionskriegs wurde Rheineck, so wie das gesamte Linke Rheinufer, 1794 von französischen Truppen besetzt und 1798 annektiert.
Schon nach den Friedensschlüssen von Basel und Campo Formio war sich Frankreich des dauerhaften Erwerbs Deutschlands bis an den Rhein so sicher, dass es Anfang 1798 die französische Verwaltungsstruktur auch für die Rheinlande einführte. Dabei wurde das Gebiet von Breisig mit der nun aufgehobenen Burggrafschaft Rheineck dem Kanton Ahrweiler (Arrondissement Bonn) im Departement Rhein-und-Mosel zugeordnet.
Im Frieden von Lunéville (1801) wurde das Gebiet an Frankreich abgetreten. Die – 1842 erloschene – gräfliche Familie Sinzendorf wurde wegen dieses Verlustes ihrer Herrschaft gemäß § 24 Reichsdeputationshauptschluss u. a. mit dem Dorf Winterrieden im – später bayerischen – Unterallgäu entschädigt, mit Erhebung dieses Ortes zu einer „Burggrafschaft“.
Die Güter der Reichsstände in den von Frankreich eroberten Gebieten wurden eingezogen und – soweit nicht mehr benötigt – an den Meistbietenden versteigert. So auch 1805 das nur noch als Domäne angesehene Gut Burg Rheineck mit Stall, Kelterhaus, Remise, zwei kleinen Gärten, einer Wiese für 2550 Franken, dazu neun Morgen Weinberg für 1320 Franken. Käufer war Wenzel Schurp, der Sohn des langjährigen Verwalters der Burg.
Nach den Freiheitskriegen kam der Ort aufgrund der Bestimmungen des Wiener Kongresses 1815 an das Königreich Preußen.